# Leo Express
Leo Express Global a.s. (VKM: LE) je soukromý dopravce poskytující železniční a autobusovou osobní dopravu ve střední Evropě od roku 2012. Primárně působí na komerční trase Praha–Přerov–Ostrava, jeho vlaky zajíždí i do Košic či Krakova. Síť spojení doplňují autobusové linky do Polska a na Ukrajinu.

## Historie společnosti
Firma byla zapsána do obchodního rejstříku 8. ledna 2010 a v březnu 2010 rozšířila svůj předmět činnosti o provozování drážní dopravy a 17. září 2010 byla přejmenována na RAPID Express a.s. a změnila sídlo v Praze-Žižkově, z Koněvovy 141 do Seifertovy 9. K 15. srpnu 2011 byla přejmenována na Leo Express a.s. Akcie byly listinné na majitele. Původně byla jediným akcionářem PLATINUM RIVER, s.r.o., od 5. března 2010 do 4. května 2011 byla jediným akcionářem investiční společnost AAKON Capital s.r.o., stoprocentně vlastněná Leošem Novotným ml. K 10. březnu 2011 bylo zapsáno rozhodnutí jediného akcionáře zvýšit základní kapitál společnost ze 2 milionů Kč na 122,227 milionů Kč, přičemž veškeré nové akcie byly nabídnuty k upsání předem určenému zájemci, nizozemské společnosti RAPID Express B.V. Společnost je nyní součástí skupiny LEO TRANSPORT N.V. Do skupiny LEO TRANSPORT patřila ještě společnost LEO Pool, která měla zajišťovat leasing kolejových vozidel a kompletní servis s tím související, dále pak poradenská společnost LEO Consulting. Obě tyto společnosti byly k 1. 6. 2017 zrušeny s likvidací. Na svém webu společnost tvrdila, že majitelem celé skupiny je Leoš Novotný mladší.
Na konci prosince 2012 společnost oznámila, že do ní vstoupil jako minoritní akcionář internetový podnikatel Jakub Havrlant. Měl se zabývat organizačními změnami a dohledem nad dalším směřováním obchodu a marketingu. V prosinci Leo Express vstoupil na trh i s dluhopisy se slibovaným výnosem přes 8 %, z plánované emise v hodnotě 650 milionů Kč však udal jen málo přes 100 milionů Kč.
Leoš Novotný ml., nar. 1985, vystudoval ekonomii a finance na University of Warwick a podle rozhovoru v E15 hovoří plynně sedmi jazyky včetně čínštiny a arabštiny, v rozhovoru pro Českou televizi uvedl, že se tyto jazyky učí. Od 4. srpna 2010 byl také předsedou představenstva. Do 4. srpna 2010 byl předsedou dozorčí rady, tuto funkci poté zastával jeho otec Ing. Leoš Novotný starší (nar. 1961), někdejší majitel většinového podílu v potravinářském koncernu Hamé.
V srpnu 2017 Leo Express odkoupil německou železniční společnost Locomore, ta v květnu stejného roku skončila v insolvenci (pět měsíců po založení). O společnost se ucházeli ještě další tři zájemci. Leo Express plánoval ve spolupráci s autobusovým dopravcem FlixBus znovuotevřít linku Berlín–Stuttgart.[zdroj?]
Od prosince 2019 provozuje také regionální vlaky na Pardubicku, v prosinci 2023 dopravce převzal regionální železniční dopravu na nejvytíženější slovenské trati Bratislava–Komárno. Společně se svým největším akcionářem, španělskými státními železnicemi Renfe, plánuje v příštích letech[kdy?] silný růst ve střední Evropě, a to jak v oblasti komerčních linek, tak v oblasti závazkové dopravy.[zdroj?]
V roce 2021 koupil 49,9% podíl ve firmě španělský národní dopravce Renfe, dalších 5 % zakoupila švédská společnost EuroMaint, která se zabývá údržbou kolejových vozidel. Jejich cílem je proniknutí na středoevropský železniční trh.[zdroj?]
Společnost Leo Express dosáhla za rok 2023 tržeb ve výši 603 milionů korun. V roce 2024 očekává tržby přes miliardu Kč a více než 1,7 milionů převezených cestujících.[zdroj?]

## Železniční doprava
Leo Express provozuje vlaky na tratích Praha – Ostrava – Bohumín. Dceřiná společnost Leo Express Tenders od 15. prosince 2019 vystřídala České dráhy na tratích Ústí nad Orlicí – Letohrad – Jablonné nad Orlicí – Králíky – Mlýnický Dvůr a Dolní Lipka – Hanušovice. Vlaky společnosti zajíždějí také do České Třebové na údržbu.[zdroj?]

## Mezinárodní doprava
Vlaky společnosti jezdí na trasách Praha – Ostrava – Košice a Praha – Ostrava – Kraków.

### Doprava mimo závazek veřejné služby

#### Praha – Ostrava – Bohumín

##### Záměry a příprava
Společnost plánovala provozovat na vlastní podnikatelské riziko a bez dotací rychlíkovou osobní železniční dopravu na trati Praha – Ostrava – Bohumín (tratě Praha – Česká Třebová, Česká Třebová – Přerov a Přerov–Bohumín) a konkurovat tak společnostem České dráhy a RegioJet. Informace o záměru se objevily v říjnu 2010, kdy společnost avizovala záměr zahájit provoz od prosince 2012.
Leoš Novotný si v únoru 2011 byl jist, že nákladově bude výhodnější než obě konkurenční firmy, ale ještě se rozhodne, jestli úsporu promítne do nadstandardních služeb, nebo do ceny jízdenky.
Na jaře 2011 podepsala společnost se SŽDC rámcovou smlouvu o využití dopravní cesty.
Dopravce oznámil, že bude provozovat 8 až 10 párů spojů denně v pravidelných dvouhodinových intervalech. V dubnu 2012 potvrdil, že v trase Praha – Bohumín bude jezdit 8 párů spojů denně, v pátek a v neděli o jeden spoj více. Ve špičce měly soupravy jezdit spojené do dvojic o celkové kapacitě 480 cestujících. Jízdní doba měla být 3 hodiny a 6 minut, u části spojů měla být o několik minut delší. Vlaky měly být povinně místenkové.
O počtu zastávek na trase v únoru 2011 společnost ještě uvažovala. Koncem dubna 2012 oznámila, že vlaky budou stavět ve stanicích Praha hlavní nádraží, Pardubice hlavní nádraží, Olomouc hlavní nádraží, Ostrava-Svinov, Ostrava hlavní nádraží a Bohumín.
Leo Express všechny své spoje na trati Praha – Ostrava nazval Švýcarská kvalita, což mělo být poukazem na výrobce souprav Stadler, ačkoliv vozy byly vyrobeny z velké části v Polsku. Pro kategorii vlaku nepoužil zavedené značení (IC, SC, EC), ale vlastní označení LE.
V lednu 2013 dopravce oznámil, že od používání názvu vlaků Švýcarská kvalita na nádražních tabulích a v nádražním rozhlase upustil, v jízdním řádu a v marketingových kampaních však měl tento název zůstat i nadále. Ústup od užívání zdůvodnil jednak tím, že značka Leo Express je čím dál známější, a jednak tím, že název vlaku se nevešel celý na odjezdové tabule na nádražích.
Společnost v roce 2019 žádala o povolení pro prodloužení své železniční linky Praha hlavní nádraží – Kraków až na Ukrajinu. Navrhované jízdní řády počítaly, že vlak bude končit ve stanici Mostyska. Dále kvůli širšímu rozchodu kolejí měli cestující pokračovat ukrajinskými autobusy nebo ukrajinskými vlaky.[zdroj?]
V jízdním řádu pro rok 2021 se mimo jiné objevila nová linka Praha – Olomouc – Břeclav – Bratislava.

##### Pilotní provoz Praha – Ostrava

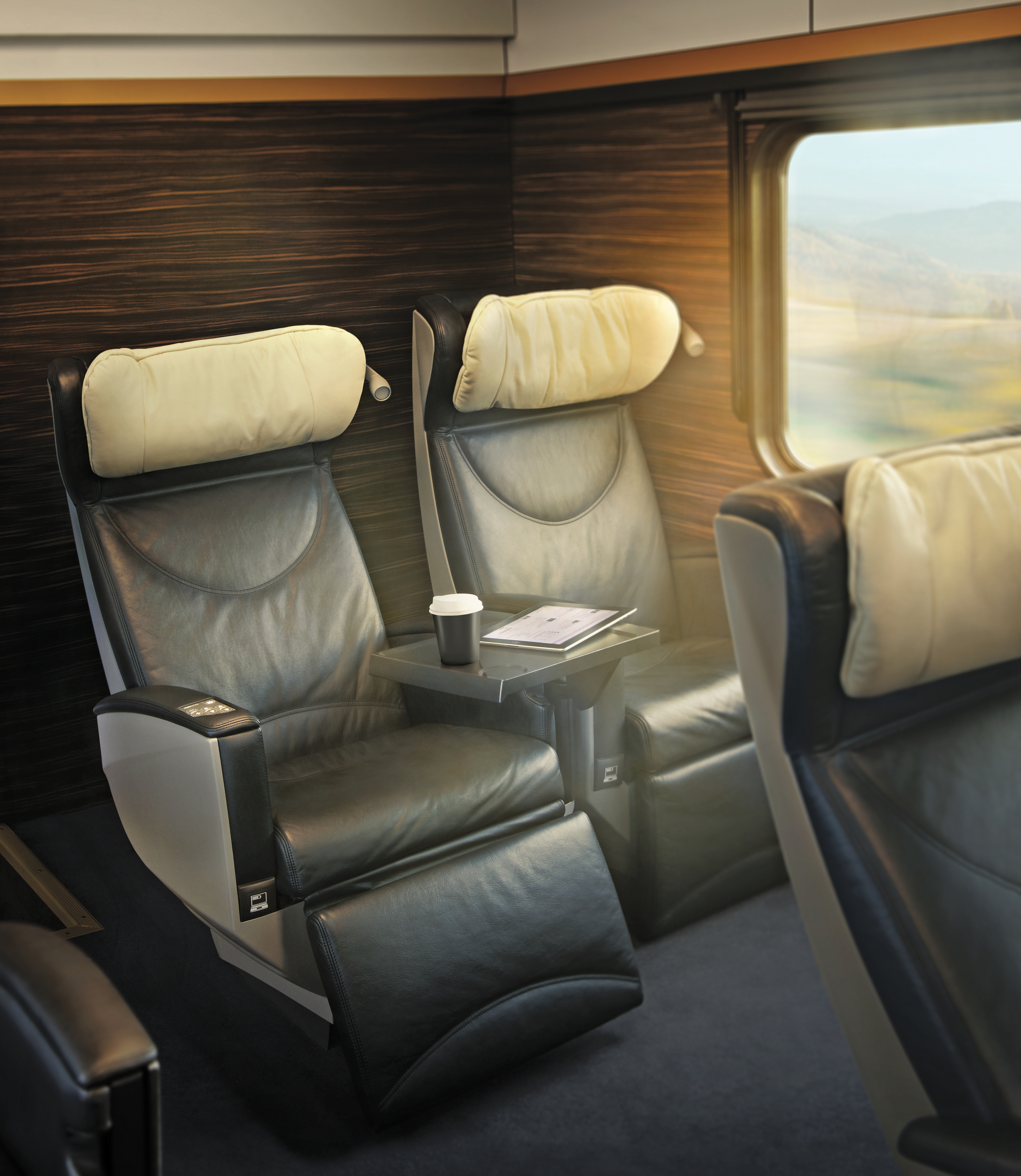
Interiér 1. třídy Premium Class soupravy Stadler Flirt

23. října 2012 LE ohlásil záměr zahájit provoz s cestujícími již v listopadu místo původně plánovaného 9. prosince 2012. 30. října upřesnil zahájení pilotního provozu (v případě příznivých okolností) na 7. listopadu a zároveň ohlásil zahájení prodeje jízdenek od 1. listopadu. Prozatím měl být provoz zahájen na dvou párech vlakových spojů vyjíždějících z Prahy v 4:56 a 13:02, z Ostravy v 9:03 a z Bohumína v 17:05, přičemž první spoj měl vyjet 7. 11. 2012 ve 13:02 z Prahy ve směru na Ostravu. Se začátkem platnosti nového jízdního řádu od 9. prosince 2012 měl začít řádný provoz v plném rozsahu 16 spojů denně.
6. listopadu Leo Express odmítl od společnosti Stadler převzít dvě soupravy, protože dodavatel k nim nepředložil kompletní dokumentaci. Z toho důvodu dopravce odložil zahájení zkušebního provozu a s omluvou umožnil cestujícím vrácení již zakoupených jízdenek či změnu rezervací. Podle ČTK náměstek ředitele Drážního úřadu Jiří Karkoš uvedl, že vlaku chybí potřebné zkoušky fungování zabezpečovacího zařízení nutné pro provoz vlaku v rychlostech nad 100 km/h a dopravce nedodal potřebná osvědčení, a proto Drážní úřad nevydal povolení k provozu s cestujícími. Leo Express vyjádřil předpoklad, že se podaří zahájit provoz do 9. prosince. České dráhy nabídly na odpoledne 7. 11. cestujícím s jízdenkou Leo Express do svých dvou vlaků v obdobných časech slevu 50 % bez nutnosti předchozí rezervace.
10. listopadu 2012 Leo Express oznámil, že chybějící osvědčení již získal a že pilotní provoz proběhne od úterý 13. listopadu do pátku 16. listopadu 2012 a 9. prosince 2012 pak bude zahájen plný provoz. 15. listopadu dopravce oznámil, že díky rozhodnutí Drážního úřadu bude pilotní provoz pokračovat až do 8. prosince 2012. Jízdní řád pilotního provozu obsahoval spoje ve 4:56 a 13:02 z Prahy hl. n. do Ostravy a v 9:11 a 17:13 z Ostravy hl. n. do Prahy. První spoj s cestujícími vyjel z pražského hlavního nádraží 13. listopadu ve 4:56 a do Ostravy hl. n. dorazil podle jízdního řádu.
Zkušební provoz se setkal s rozpačitými ohlasy. Lidovky.cz v článku Švýcarská kvalita s českým přístupem kritizovaly, že po dvou týdnech pilotního provozu ještě deset minut před výjezdem z výchozí stanice byla ranní souprava zamčená, denního tisku se nabízí ráno jen jeden titul, v odpoledním spoji vůbec ne, inzerovanou snídani personál nenabízí, na podávané bagetě chybí údaje, ostré zářivkové osvětlení nemohou cestující nijak ovládat a cestující jsou neustále rušeni hlášeními vlakového rozhlasu i pochodujícím personálem, wi-fi internet funguje jen v jednom voze soupravy, a nedostatek záchodů v soupravě je předmětem posměchu konkurence. Lidovky shrnuly, že dopravce ještě není úplně připravený, působí mírně amatérsky a vlastně nic nového oproti konkurenci nenabízí. Deník E15 v reportáži z prvního dne provozu zaznamenal rovněž potíže se zábavním systémem a kvalitu služeb hodnotil jako slabší než u RegioJetu. Dopravce připustil, že v části vlaku, kde jsou sedačky umístěné proti sobě, je mezi nimi příliš malá vzdálenost, ale omluvil to tím, že u těchto míst očekával zájem především rodin s dětmi, u kterých není jejich větší blízkost na škodu, a zákazníkům, kteří cestují ve větších skupinách a chtějí spolu během jízdy mluvit.
Z důvodu technických potíží se soupravami se nepodařilo zahájit plný rozsah provozu ani od nového grafikonu 9. prosince 2012. Místo plánovaných 8 párů spojů jezdily jen 4 páry (zajišťované 2 soupravami z celkových 5) s tím, že plný rozsah měl být spuštěn nejpozději do konce roku, podle informací z poloviny prosince až v lednu. Nejprve byly přiznány drobné technické problémy s vytápěním (selhání čidla detekce teploty), detekcí uzavření dveří, toaletami a s fungováním bezdrátového internetu, později se objevily závažnější problémy s německými převodovkami Voith. V úterý 15. ledna 2013 společnost oznámila, že technické problémy se podařilo odstranit a od pátku 18. ledna bude zahájen provoz v plném rozsahu.

##### Úspěšnost a změny
V červnu 2013 podle Leoše Novotného dosáhla obsazenost vlaku 82 % a měsíčně bylo přepraveno přes 72 tisíc cestujících, což představuje 28% podíl na této trase.
Od léta 2013 začaly vlaky zastavovat ve Studénce. Od prosince 2013 všechny vlaky zastavovaly v Přerově. a byla na rok zrušena zastávka v Pardubicích. Zastávku v Pardubicích dopravce opět obnovil při celostátní změně jízdního řádu v prosinci 2014.[zdroj?]
Nově[kdy?] jezdily dva vlaky denně do Starého Města u Uherského Hradiště.[zdroj?]
Od poloviny června 2014 zastavovaly všechny spoje také ve stanici Suchdol nad Odrou.[zdroj?]

##### Provozní problémy
13. září 2014 byla jedna souprava odstavena až do 16. října kvůli nehodě na přejezdu nedaleko Studénky, kvůli čemuž Leo Express zrušil jeden pár spojů, poté na konci září další souprava, u které bylo poškozeno čelní sklo kamenem z protijedoucího nákladního vlaku. Nějakou dobu tak místo pěti souprav jezdily jen tři. Zrušeno bylo celkem 15 spojů denně. Leo Express zajistil svým cestujícím náhradní dopravu vlaky Českých drah (například ve vlaku Ex 153 Jan Perner bylo pro Leo Express vyčleněno tři a půl vozu), v nichž pomáhali stevardi Leo Expressu, přičemž cestující dostali zpět 50 % jízdného. 8. listopadu 2014 došlo opět u jedné soupravy k rozbití čelního skla, kvůli čemuž byly zrušeny tři spoje denně až do 3. prosince.
Při ledovkové kalamitě na začátku prosince 2014, kdy na hlavním koridoru nemohly jezdit žádné elektrické vlaky a Leo Expressu tři vlaky uvízly na trati a jeden ani nevyjel, své vlaky nahradil čtyřmi autobusy.
5. června 2017 došlo k nehodě v Přerově, kdy strojvedoucí dojížděl na nádraží, udělalo se mu nevolno a v důsledku toho narazil do zarážedla, které je umístěno na konci koleje. Poškozená jednotka se do provozu vrátila až v srpnu 2018.

#### Záměry ohledně dalších tras
Leo Express analyzoval možnosti trhu na všech dálkových tratích, zaměřoval se zejména na relace z Prahy do krajských měst a mezi krajskými městy, ale o dalších závěrech zatím mnoho podrobností zveřejněno nebylo.
V tisku se nicméně objevily zmínky o přípravě provozu nejprve na trase Praha – České Budějovice, a potom na trasách Praha – Ústí nad Labem, Praha – Plzeň, Ostrava – Vídeň i o spojení na Brno, a také ohledně investice 7,25 mld. Kč v příštích 5 letech včetně vyjednávání o pořízení nových 13 vlakových jednotek.
V červnu 2012 společnost na svém webu uváděla, že ve spolupráci s investory a strategickými partnery připravuje koncept nízkonákladové ziskové osobní dopravy kromě trati Praha – Pardubice – Olomouc – Ostrava též na tratích Praha – České Budějovice, Praha – Ústí nad Labem, (Praha –) Pardubice – Brno, Olomouc – Přerov – Vídeň (trať Praha – Plzeň, zmiňovaná v dřívějších zprávách, v tomto záměru uváděna není). V listopadu 2012 v rubrice často kladených otázek uváděla, že v horizontu několika let chce rozjet dopravu na trasách Praha–České Budějovice, Praha–Brno–Vídeň, Praha–Plzeň nebo Ostrava–Vídeň a stejně tak ji zajímají i dotované trasy v rámci tendrů Ministerstva dopravy, případně krajů.
V létě 2012 požádal Leo Express o kapacitu dopravní cesty pro vlak s odjezdem každý pracovní den v 10:14 z Prahy do Chomutova a plánovaným zahájením provozu na jaře 2013. Mluvčí společnosti v té době řekl, že je to jen jedna z variant budoucího rozvoje dopravy a ještě není ani zdaleka jisté, zda ji skutečně využijí. Koncem listopadu 2012 se mluvčí LE vyjádřil, že tento spoj nezačne jezdit dříve než v březnu.
Na konci dubna 2013 Leo Express ohlásil záměr jezdit od prosince 2013 jedním párem spojů denně v trase Praha – Staré Město u Uherského Hradiště, ráno do Prahy a večer zpět. Tento pár spojů se opravdu objevil v jízdním řádu.
V polovině dubna 2014 Leo Express oznámil, že společně se Železničnou spoločností Slovensko (ZSSK) zažádal o mezinárodní trasu Praha–Košice od 14. prosince 2014, v rozsahu dvou párů spojů denně, jako prodloužení stávající trasy Praha–Ostrava. LE vyjednává o užší spolupráci se ZSSK, obchodní model vstupu na tuto trasu v té době stále ještě zvažoval, jako nouzové řešení připouštěl i provozování na vlastní podnikatelské riziko bez účasti ZSSK. V souvislosti s touto trasou neuvažoval o nákupu nových souprav, trasu by měly obsloužit stávající jednotky. 
Od prosince 2015 Leo Express zastavoval ve stanicích Kolín a Zábřeh na Moravě. Také rozšířil počet spojů na Slovensko a stal se prvním soukromým dopravcem, který nabídl přímé spojení Prešova s Prahou.

### Doprava v závazku veřejné služby

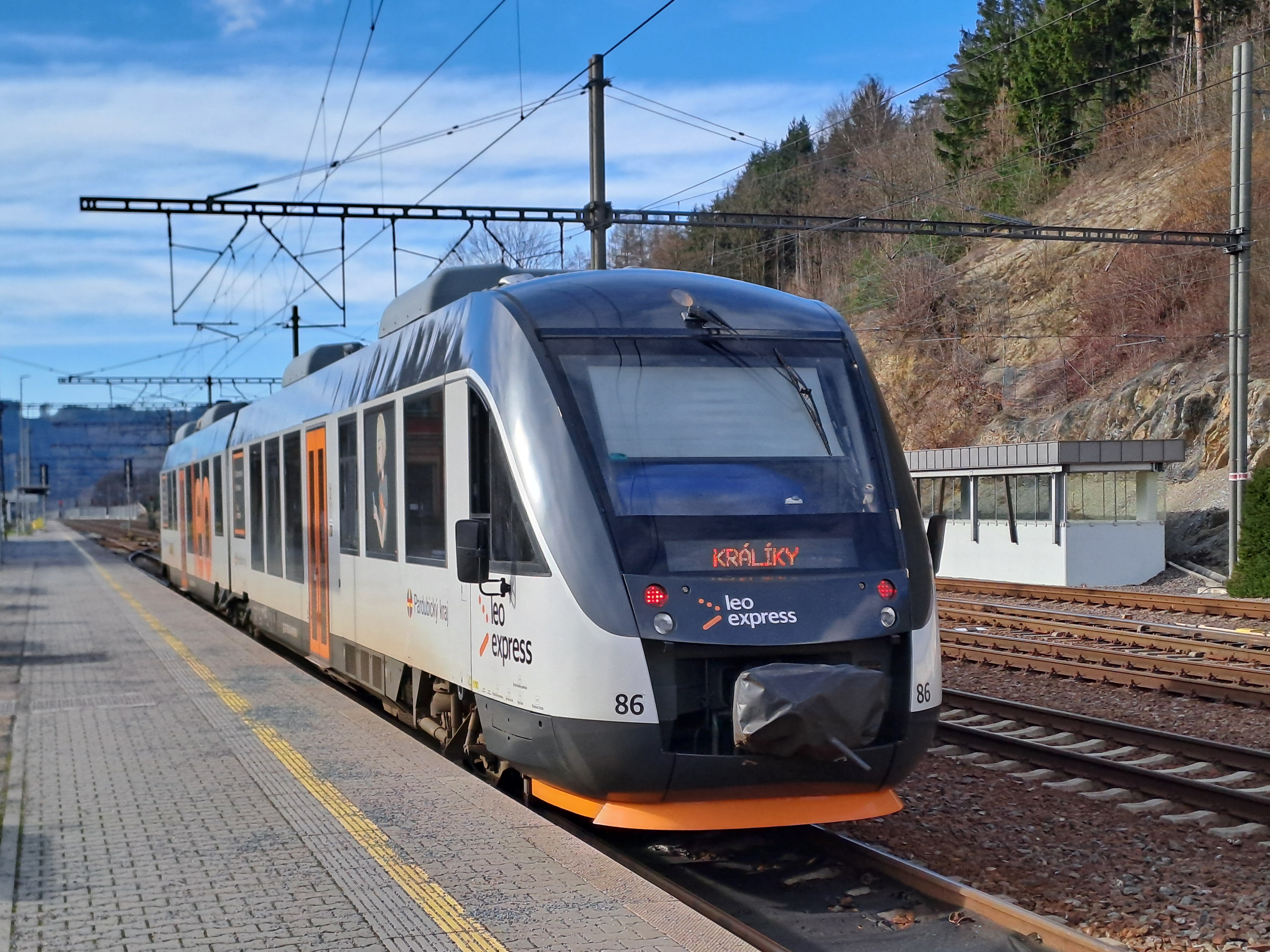
Alstom Coradia LINT 41 jako vlak dopravce Leo Express Tenders ve stanici Ústí nad Orlicí

Již v říjnu 2010 společnost do budoucna avizovala i zájem o dopravu v závazku veřejné služby. V únoru 2011 oznámila, že má zájem i o první skupinu tratí, kterou chce dát ministerstvo dopravy do veřejné soutěže v prosinci roku 2011 s plánovaným zahájením provozu v prosinci 2013, do níž patří trasa z Prahy přes Ústí nad Labem, Most, Chomutov a Karlovy Vary do Chebu (linka R5 – tratě 090, 130, 140) a trasa Praha – Roudnice nad Labem – Ústí nad Labem – Děčín (linka R20 – trať 090). Společnost ministerstvu předběžně potvrdila zájem o účast ve výběrovém řízení. Podle informace z února 2012 mělo být výběrové řízení na tyto linky vypsáno v průběhu března 2012.
Podle zprávy z února 2012 se Leo Express chystal zúčastnit výběrového řízení na dopravce na trati Ostrava – Opava – Krnov – Olomouc, stejně jako České dráhy, Veolia Transport a RegioJet. Začátkem července společnost oznámila spolupráci s dopravcem GW Train Regio na podání nabídky pro linku R27. Nakonec se však do soutěže nepřihlásil, jedinými zájemci byli RegioJet a Arriva vlaky, přičemž Arriva byla ze soutěže vyloučena pro nesplnění podmínek, takže soutěž musela být zrušena.[zdroj?]
V souvislosti se soutěží Jihočeského kraje na železniční provoz na pošumavských regionálních tratích podal Leo Express mimo soutěž nabídku, v níž navrhl zachovat železniční provoz jen na hlavní trati z Českých Budějovic do Volar a na ostatních trasách zajišťovat dopravu jen autobusy, protože vlaky zde jezdí nevytížené. Kraj by tím podle něj za 15 let ušetřil miliardu korun.
Pardubický kraj se rozhodl přidělit Leo Expresu od prosince 2019 dopravní obslužnost trati Ústí nad Orlicí – Králíky – Letohrad. Dopravce sliboval též přímé spojení Lichkov – Letohrad – Praha a prodloužené spoje do Hanušovic nebo Wrocławi.[zdroj?]
Dceřiná společnost Leo Express Slovensko (LESK) převzala od 10. prosince 2023 provozování pravidelné osobní dopravy na trati Bratislava–Komárno, kde nahradila Železničnou spoločnosť Slovensko. Do provozu na této trati byly nasazeny motorové jednotky Alstom Coradia LINT 41 (německá řada 648) najaté od poolu Alpha Trains.

### Vozidla

#### Soupravy Stadler Flirt

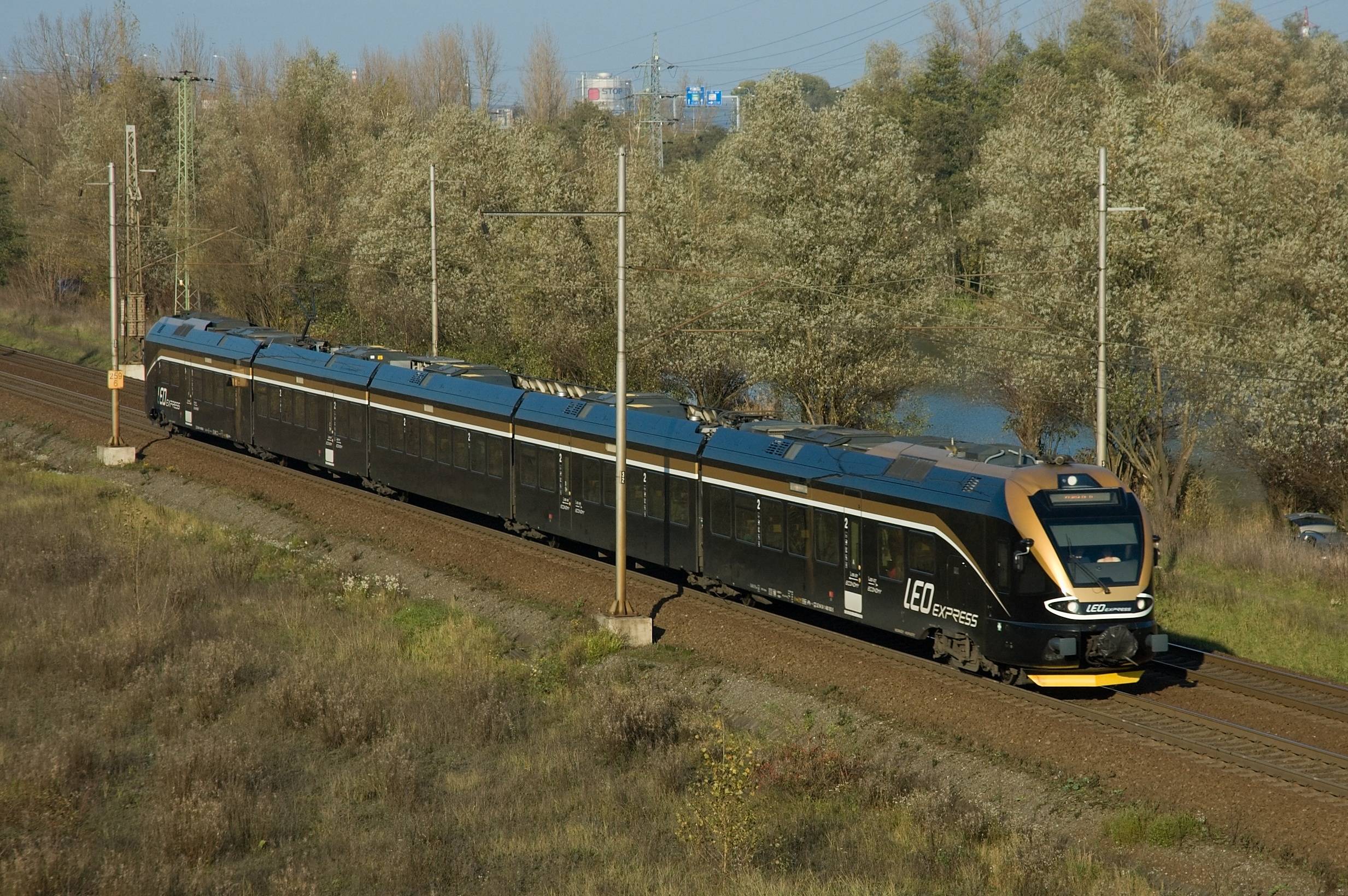
Elektrická jednotka 480

Již v říjnu 2010 bylo oznámeno, že společnost uzavřela smlouvu o nákupu 5 elektrických vlakových jednotek Stadler FLIRT v modifikaci InterCity od švýcarské společnosti Stadler, určených pro trasu Praha – Ostrava. Celková cena těchto pěti souprav činí přes 1,5 miliardy korun. V České republice byl tento typ registrován jako řada 480.
Osobní převzetí první soupravy Leošem Novotným, ještě před absolvováním zkoušek, oznámil dopravce 4. února 2012. 15. března 2012 dopravce oznámil zahájení zkušebních jízd první soupravy. První souprava dorazila do Česka dne 22. května 2012 a 24. května 2012 ji dopravce na zkušebním okruhu u Velimi představil veřejnosti. 
18. května 2012 oznámil dopravce převzetí druhé soupravy.
Soupravy měly korporátní černý nátěr se zlatým pruhem. 90 % podlahy vozu je ve výšce nástupiště. Oproti regionální verzi soupravy má jednotka pouze užší jednokřídlé dveře a třetí vůz vstupní dveře nemá.
Celá pětivozová souprava byla vybavena pouze třemi toaletami, z toho jeden byl vybaven pro užívání vozíčkáři a též přebalovacím pultem pro kojence. Měly uzavřený systém splachování. Interiér byl klimatizovaný.
Čtyři vozy soupravy byly zařazeny do ekonomické třídy, v těchto vozech bylo 212 látkou potažených sedadel Borcad Comfort (z toho 4 sklopná), většinou v uspořádání 2+2, 2 místa pro invalidní vozíky se sedadly pro doprovod a 5 míst pro kočárky. Původně se uvažovalo o sedadlech otočných po směru jízdy, jaké má norská verze soupravy, ale v rámci úspor byla zvolena sedadla pevně montovaná do boku skříně vlaku, což umožní též levný strojní úklid. Sedačky jsou široké 45 cm a rozteč sedaček je 92 cm, jsou doplněny sklopnou opěrkou pro nohy. Výrobcem sedadel je firma BORCAD cz s.r.o. z Fryčovic. Sklopné stolečky mají vylisované rámečky pro notebook a jsou vybaveny sklopnými opěrkami pro ruce a elektrickými zásuvkami. Dvojsedadla mají tři područky 50 mm široké. Menší část sedadel je uspořádána do čtveřic, kde místo sklopných stolečků je rozkládací stolek uprostřed.
První vůz soupravy nabízí třídu business s 19 polohovatelnými sedadly varianty Borcad Comfort s koženým potahem, převážně v uspořádání 2+1, o rozteči 1025 milimetrů, šířce 500 mm, výšce 1240 mm a hloubce 482 milimetrů. Každé sedadlo mají obě područky 80 mm široké a další doplňky. Třída premium je vybavena 6 elektricky nastavitelnými sedadly Borcad Excellent s polohovatenou bederní opěrkou, s hlavovými polštářky čalouněnými měkkou kůží a s čtecími lampičkami, bočním sklopným stolkem a výklopnou podnožní opěrkou.
Infrastrukturu pro informační systém a internet v soupravách dodává společnost Nomad Digital. Systém má zprostředkovávat aktuální informace o jízdě vlaku, objednávky i elektronické platby palubních služeb. Antény centrálního vysílacího a přijímacího zařízení v prostředním vagonu přijímají pro připojení k internetu kombinovaně signál GSM, UMTS, CDMA a LTE, na centrální jednotku jsou ethernetem napojeny wi-fi antény ve všech vozech soupravy.
V úterý 23. října 2012 v Ostravě a v Olomouci a ve čtvrtek 15. října 2012 v Pardubicích společnost poprvé zpřístupnila interiér své soupravy Stadler veřejnosti (předtím ji již v září představila na berlínském veletrhu InnoTrans). Přitom ohlásila záměr zahájit provoz s cestujícími již v listopadu místo původně plánovaného 9. prosince.

#### Elektrická jednotka Sirius

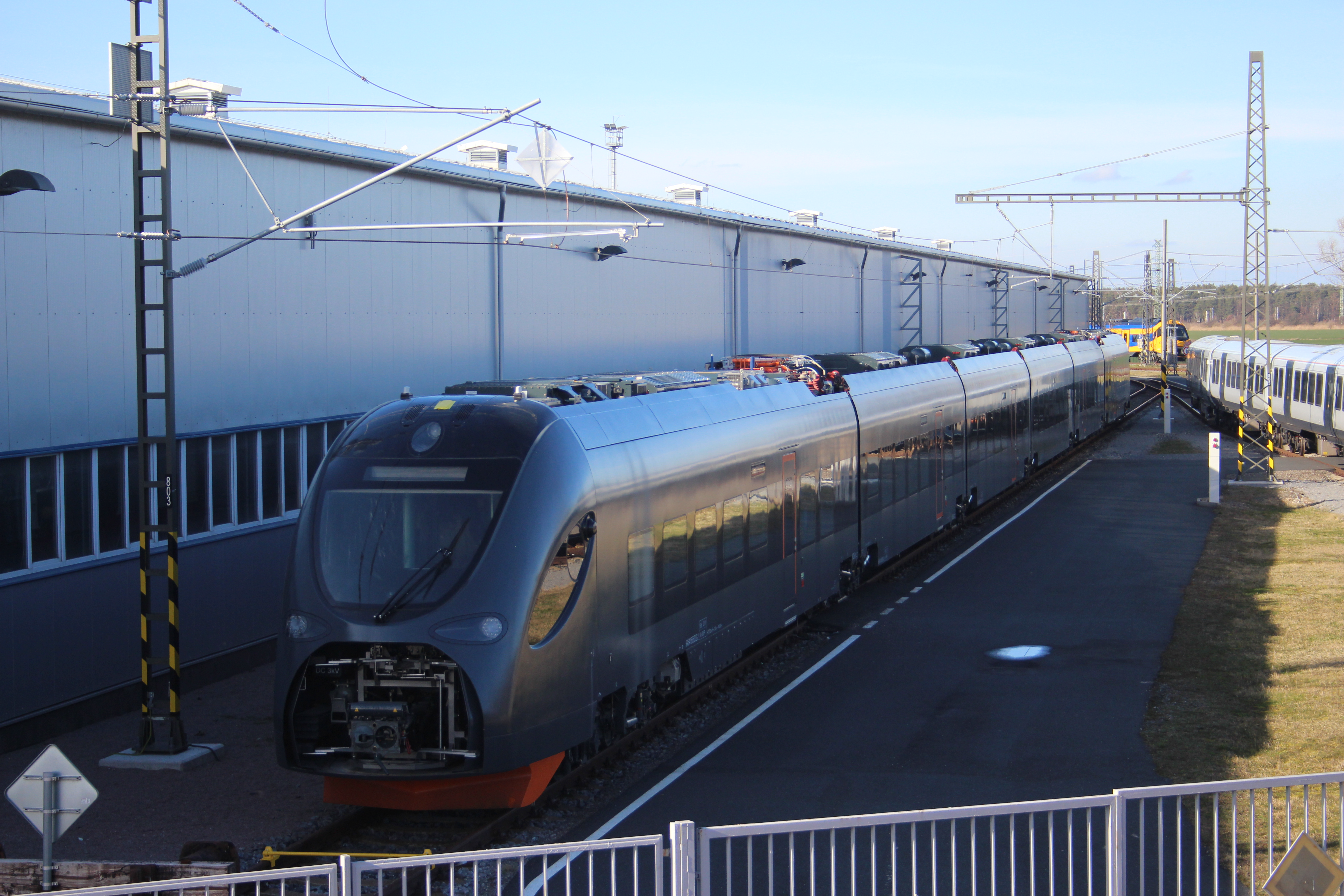
Jednotka CRRC Sirius ve Zkušebním centru Velim

Dopravce podepsal smlouvu s čínskou státní společností CRRC, největším světovým výrobcem železničních vozidel, o společném vývoji elektrické jednotky pro své potřeby a závazně objednal tři soupravy s opcí na dalších 30. První dorazila lodí z Číny do Evropy v září 2019 a prošla testováním na zkušebním okruhu u Cerhenic. Ovšem v roce 2022 dopravce vypověděl smlouvu na pořízení těchto jednotek. V únoru 2024 byl zahájen zkušební provoz jednotky s cestujícími u dopravce RegioJet na rychlíkové lince R23.

#### Motorové jednotky LINT
V roce 2018 podepsal Leo Expres smlouvu o desetiletém pronájmu na jedenáct jednotek LINT 41 a čtyři vozy LINT 27 s firmou Alstom. Během roku 2019 byly dovezeny do ČR, dovybaveny vlakovým zabezpečovačem Mirel a otestovány. Jde o nízkopodlažní klimatizované jednotky s wifi, označené jako řady 846 a 832. Od prosince 2019 mají zajišťovat místní linky v Pardubickém a Zlínském kraji (zde jako zápůjčka 10 jednotek firmě Arriva vlaky, která vyhrála část tendru na léta 2019–2029). V roce 2023 si společnost Leo Express Slovensko pronajala 21 jednotek Alstom Coradia LINT 41 německé řady 648 od poolu Alpha Trains, které jsou určeny pro provoz pravidelné osobní dopravy na trati Bratislava–Komárno.

## Autobusová doprava

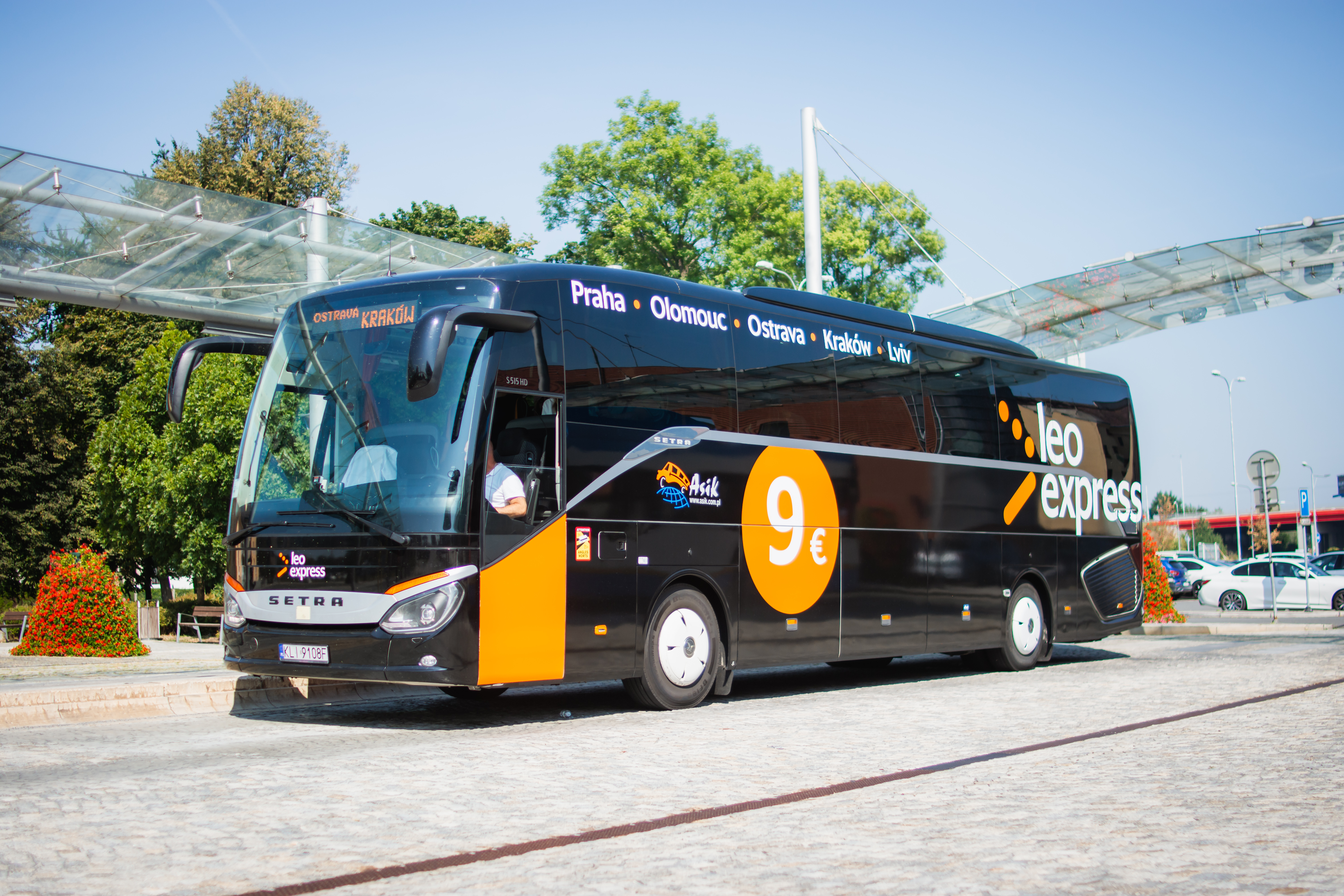

Od pátku 7. listopadu 2014 zavedl Leo Express svoji první autobusovou linku, a to jeden pár spojů z Bohumína do Krakova a zpět. Je na ní možné jet na jednu jízdenku při přestupu z vlaku z Prahy. Na linku byl nasazen vůz Scania Irizar. Dopravu zajišťuje Leo Express prostřednictvím polského dopravce, jehož jméno před zahájením provozu odmítl zveřejnit, servis zajišťují stevardi společnosti Leo Express. Jízdní řád linky není zařazen do českého Celostátního informačního systému o jízdních řádech.[zdroj?]
Od neděle 14. 6. 2015 jezdí pod značkou Leo Express Easy denně dva páry spojů vnitrostátní autobusová linky 133110 Praha – Český Krumlov. Tyto spoje jezdí z autobusového nádraží Florenc, ale staví též přímo u hlavního nádraží. Dopravcem je společnost M express. Tato linka byla provozována již dříve, ale bez účasti Leo Express. Původně byla provozována jen o víkendech (od pátku do neděle), spoje měly více zastávek a nestavěly v Praze u hlavního nádraží. I nadále jezdí na lince několik víkendových spojů, které nejsou zahrnuty do spolupráce s Leo Express. Linkový jízdní řád platný od 14. 6. 2015 vůbec účast Leo Express nezmiňuje. Nasazený autobus Bova Magiq v bílé barvě je klimatizovaný, s WI-FI připojením, voda a noviny jsou cestujícím poskytovány zdarma. Prodej jízdenek byl údajně zahájen v noci na 12. 6. 2015. Základní jízdné je dražší než u stávajících autobusových dopravců na této trase, ale s věrnostním programem Smile Club je cena o pětinu levnější. Toto autobusové spojení je pomalejší než spojení vlaky Českých drah.
Od pátku 16. 10. 2015 začala jezdit autobusová linka Leo Express ze slovenských Košic do ukrajinského Mukačeva, od 1. září 2017 autobusy zajíždějí až do města Rachov. Navazuje tak na železniční spojení Leo Express mezi Prahou a Košicemi.
Další autobusovou linkou doplňující portfolio Leo Express je od 13. 12. 2015 spojení Zlín – Přerov. Tato trasa je obsluhována autobusy Leo Express Easy a navazuje na ni pravidelný vlakový spoj Staré Město u Uherského Hradiště – Praha. Cestující tak mají možnost využít nejrychlejší dostupné spojení mezi Zlínem a Prahou a absolvovat ho díky jediné jízdence. Autobusy byly později nahrazeny minibusy, které nabízely službu door to door. Provoz linky byl ukončen v únoru 2020.

## Personální zajištění
10. listopadu 2011 pronikla do médií zpráva, že rozjezd linky Praha – Ostravsko má připravovat Jan Paroubek, dosavadní provozní ředitel RegioJet. V polovině dubna 2012 se objevila podobná zpráva, že další provozní ředitel RegioJetu, Petr Prchal, má ukončit působení v RegioJetu a od května 2012 má nastoupit do funkce vedoucího provozu v Leo Expressu jako podřízený Jana Paroubka.
Společnost avizovala, že nemá zájem přetahovat zaměstnance Českým drahám. Ve spolupráci se společností Stadler vyvíjela simulátor, aby si mohla vychovávat vlastní strojvedoucí. Pro projekt Leo Express hodlala zaměstnat maximálně 200 lidí, v první fázi (nábor zahájen 5. dubna 2012) nabírá 80 zaměstnanců na pozice stevard/ka, pokladní, operátor/ka call centra a dispečer/ka. Zájem o nabízených 80 míst projevilo více než 800 zájemců, z nichž společnost vybrala do druhého kola výběrového řízení asi 200, kteří ještě budou podrobeni psychologickým testům a v Ostravě a v Praze projdou tzv. assessment centry.
20. a 21. prosince 2012 společnost oznámila, že ke konci roku ve svých funkcích končí obchodní ředitel Ivan Mojžíšek, výkonný ředitel Viktor König a vedoucí marketingu Renata Dobiášová, protože nesplnili očekávání, která na ně kladl.
Současným[kdy?] generálním ředitelem společnosti je Peter Köhler.

## Kontaktní místa

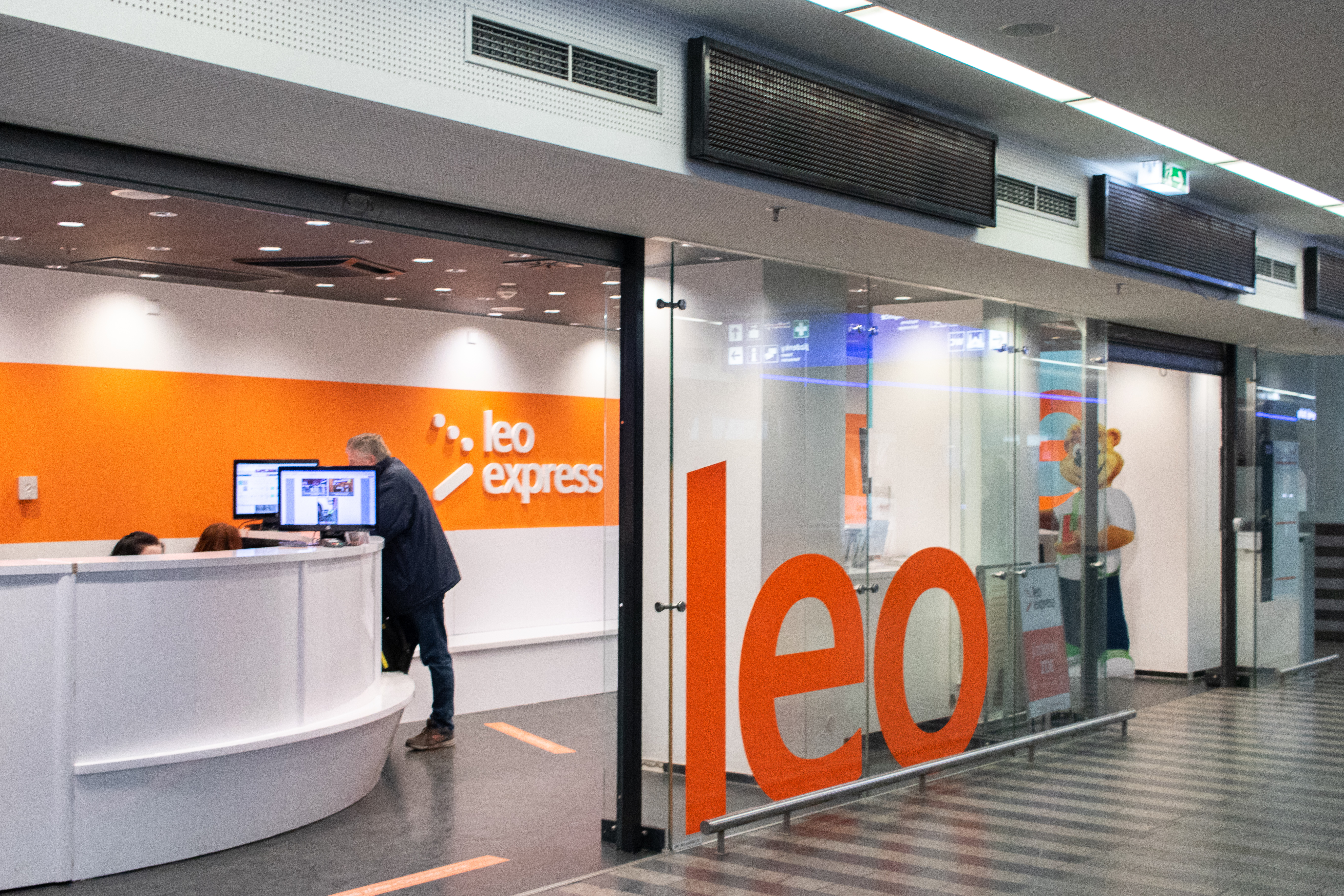
Obchodní prostory Leo Express v Praze na hlavním nádraží

Pro prodej jízdenek využívá moderní prodejní kanály, jako je internet nebo mobilní aplikace, nežli klasická prodejní okénka. Rezervace lze provádět v rámci kreditního systému, přičemž kredit lze navyšovat obvyklými způsoby internetových plateb – v běžném provozu má být možné jej dobíjet i v hotovosti na pokladnách. Nevyužitý kredit nelze převést zpět na peníze ani převést na bankovní účet či na kreditní účet jiného cestujícího.
Koncem ledna 2012 oznámil dopravce, že poprvé symbolicky poklepal na zdi nových obchodních prostor Leo Express na hlavním nádraží v Praze.
K plánovanému zahájení zkušebního provozu 7. listopadu 2012 dopravce ohlásil otevření prodejních a kontaktních center v místech, kde mají zastavovat vlaky linky Praha–Ostrava. Po všechny dny v týdnu mají být otevřena kontaktní centra ve stanicích Praha hlavní nádraží, Olomouc hlavní nádraží a Ostrava-Svinov.

## Ceny
Ceny jsou pohyblivé a liší se podle týdnů, dnů a hodin jednotlivých jízd i podle toho, v jakém předstihu si zákazník jízdenku kupuje. Obyčejné jízdné za trasu Praha hl. n. – Ostrava hl. n. v třídě Economy je tarifem stanoveno na 532 Kč. Nejnižší akční cena za trasu Praha – Ostrava je 99 Kč. Do Košic jezdí od 350 Kč. Podle článku iDnes.cz z poloviny ledna 2013 se cena za jízdu mezi Prahou a Ostravou v ekonomické třídě pohybuje od 141 Kč při nákupu s třítýdenním předstihem až po 357 Kč při nákupu pár hodin před odjezdem. Průměrná cena jízdného se na jaře 2013 dostala na úroveň 0,8 Kč/km. I s ohledem na dynamické naceňování umožňuje Leo Express platit jízdné celou řadou platebních metod nevyžadujících platební kartu včetně Twista nebo odložené platby MALL Pay. Dalšími platebními metodami jsou Apple Pay, Google Pay, Skip Pay nebo Click to Pay.[zdroj?]
Leo Express začal od března 2013 nabízet držitelům In-karty Českých drah s aplikací IN25 30% slevu ve svých spojích, má však jít jen o dočasnou akci a počet míst za takovou cenu je omezen. Od pondělí 4. března nabídl akční březnovou 30% slevu pro držitele In-karty s jakoukoliv zákaznickou aplikací i RegioJet, avšak pouze z mimošpičkového jízdného a na vybraných relacích. Mluvčí ČD Radek Joklík to označil za překročení pravidel korektního konkurenčního boje a uvedl, že si ČD nechají vypracovat právní analýzu a zváží právní kroky.
V září 2013 představil Leo Express nový věrnostní program pro cestující „s:)mile Club“ v podobě karty, která poskytuje slevu 20 % na jízdenky do třídy Economy (a 40 % pro držitele žákovských průkazů). Kromě toho měl každý majitel této karty do května 2017 nárok na jednu Kofolu zdarma, od května 2017 poté na vodu Rajec a ještě později na vodu Dobrá voda. Za každou jízdu navíc získával cestující body (10 Kč = 1 bod, při jízdě mimo špičku 10 Kč = 2 body), ty mohl následně směnit za volné jízdenky.
V současné době získávají členové Smile Clubu odměnu ve formě cashbacku. Ihned po registraci získají cashback 2,5 %, maximální výše cashbacku je 10 %. Vyšší věrnostní kategorie (celkem 4) je možné dosáhnout prostřednictvím nákupu jízdenek, cateringu nebo dobitím leo kreditů. Po každé cestě cestující dostane část ceny jízdenky v leo kreditech dle aktuální kategorie. Žákům, studentům a seniorům nabízí Leo Express cashback 25 %.

## Ekonomika
Za rok 2011 vykázal Leo Express ztrátu 11,7 mil. Kč, za rozjezdový rok 2012 ztrátu 85,6 mil. Kč při tržbě z jízdného 7,64 mil. Kč. Obsazenost vlaků byla zhruba čtvrt roku po rozjezdu na úrovni 45 %, koncem března 2013 dosáhla 70 %, v dubnu při cenové válce stoupla až na 80 %.
Podle informace zveřejněné dopravcem na začátku září 2013 za první pololetí 2013 měla společnost ztrátu 85,5 milionů korun při tržbách 86,8 milionu korun; čistá provozní ztráta byla 20 milionů Kč. Registroval 380 tisíc cestujících, což odpovídá průměrnému jízdnému 228 Kč. Stejně jako RegioJet si i Leo Express stěžoval u Úřadu pro ochranu hospodářské soutěže na podnákladové ceny Českých drah. Základní jmění společnosti bylo navýšeno o 132 miliónů Kč. Za celý rok 2013 pak byla ztráta 159 mil. Kč při tržbách 193 mil. Kč.
Za první pololetí roku 2015 přepravila společnost v meziročním srovnání o 25 % více cestujících, což se odrazilo v celkovém růstu obratu o 45 % i v provozním výsledku společnosti (EBITDA), který se ztrojnásobil. Ztrátu společnost snížila na 37,9 milionů korun.
Leo Express za rok 2023 dosáhl na základě auditovaných výsledků konsolidovaných tržeb 603 milionů korun s více než 1,7 miliony zákazníky a očekává, že v roce 2024 dosáhne tržeb ve výši více než miliardy korun a přibližně 3,5 miliony přepravených zákazníků. V roce 2024 dopravce plánuje dosáhnout přibližně 5 milionů vlakokilometrů. Konsolidovaný EBITDAR (zisk před úroky, daněmi, odpisy, amortizací a nájemným) za rok 2023 přesáhl 140 milionů korun (nárůst meziročně o 175 %) a čistý zisk činil 4 miliony korun ve srovnání se ztrátou 3 miliony korun v předchozím roce. Společnosti se také podařilo splatit všechny své bankovní půjčky a nadále využívá finanční a operativní leasing.
| miliony korun     | 2015          | 2016           | 2017          | 2018           | 2019           | 2022        | 2023        |
| ----------------- | ------------- | -------------- | ------------- | -------------- | -------------- | ----------- | ----------- |
| Tržby             | 258,1 mil. Kč | 295,5 mil. Kč  | 326,2 mil. Kč | 703,1 mil. Kč  | 872 mil. Kč    | 526 mil. Kč | 603 mil. Kč |
| Provozní zisk     | −34,4 mil. Kč | −72,6 mil. Kč  | 25,4 mil. Kč  | −57,2 mil. Kč  | 180,8 mil. Kč  | 3 mil. Kč   | 11 mil. Kč  |
| Čistý zisk/ztráta | −84,8 mil. Kč | −110,8 mil. Kč | −28,3 mil. Kč | −104,3 mil. Kč | 144,1 mil. Kč  | -3 mil. Kč  | 4 mil. Kč   |
| Aktiva            | 966,4 mil. Kč | 974,5 mil. Kč  | 1,2 mld. Kč   | 600,3 mil. Kč  | 525,5 mil. Kč  | 431 mil. Kč | 494 mil. Kč |
| Vlastní kapitál   | 966,4 mil. Kč | 210,6 mil. Kč  | 260,5 mil. Kč | −452,4 mil. Kč | −298,2 mil. Kč |             |             |